# Passiflora aimae
Passiflora aimae je biljna vrsta iz porodice Passifloraceae. Raste u Francuskoj Gvajani. Raste kao divlja, još nije u organiziranom uzgoju.
Krajnje je rijetka vrsta. Ime je dobila prema Aimee Govindoorazoo, majci Hilaire Annonay, koja je sistematizirala ovu biljku.
Cvjetovi su jarkocrveni, promjera 9 cm.
Spada u nadsekciju (supersectio) Coccineae, zajedno s vrstama Passiflora miniata, Passiflora arta, Passiflora coccinea, Passiflora compar, Passiflora curva, Passiflora manicata, Passiflora quadriglandulosa, Passiflora tecta i Passiflora vitifolia.

## Vanjske poveznice
|  | Wikivrste imaju podatke o taksonu Passiflora aimae |